# Садовський Тодось
Тодо́сь Садо́вський (* 1891 — † 1943) — технолог, професор Київського політехнічного інституту. Працював у ділянці української технологічної термінології.
Разом з Іваном Шелудьком 1928 року підготував «Російсько-український словник технічної термінології (загальний)».

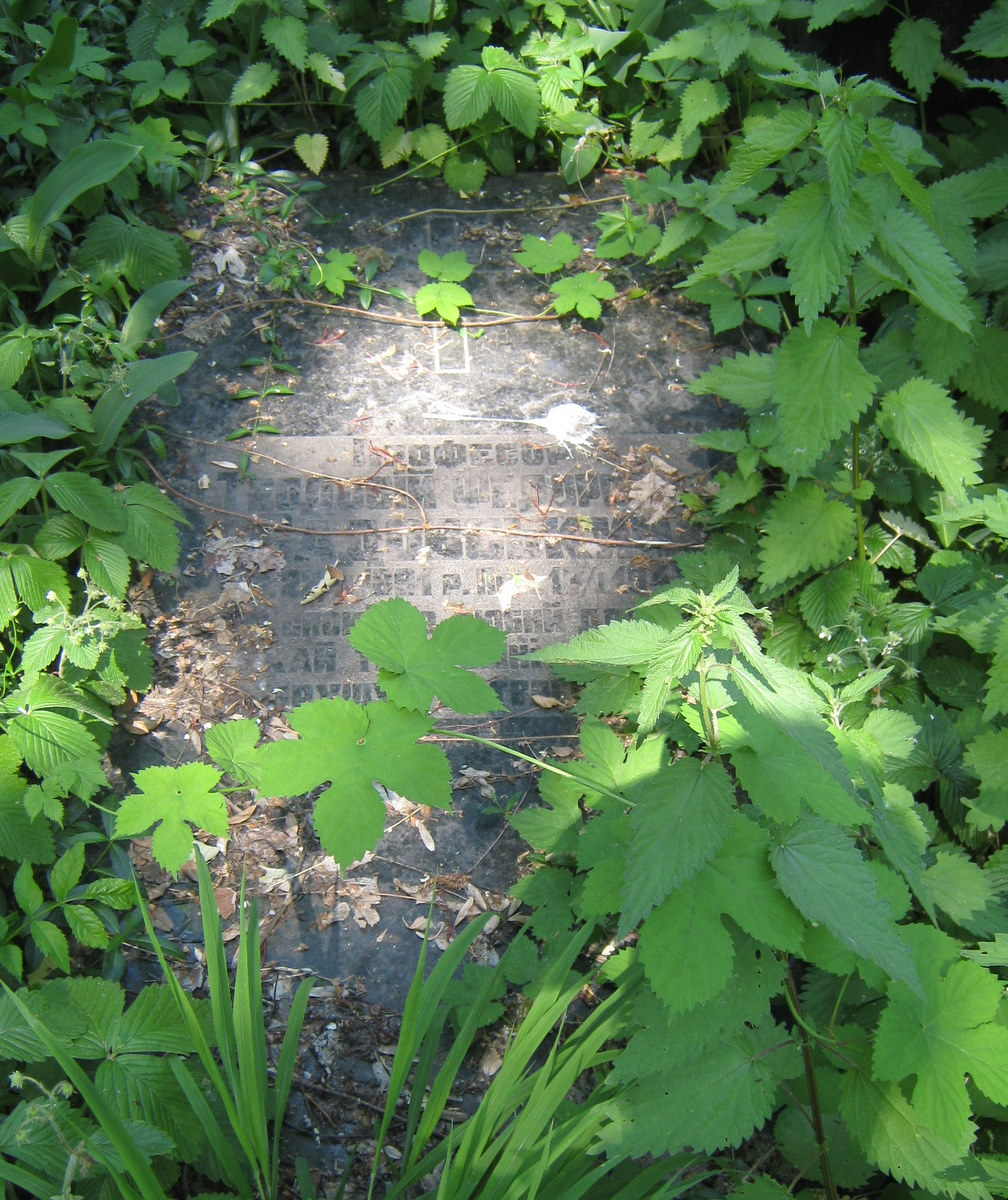
Могила Феодосія Садовського на Лук'янівському цвинтарі в Києві